# Kia KM450
Kia KM450 (K311 — як легкий вантажний автомобіль Збройних сил Республіки Корея) — південнокорейський військовий пікап.
З середини 1960-х фірма KIA Motors виготовляла за ліцензію американський пікап M715. В 1998 для його заміни був розроблений більш сучасний варіант під назвою KM450. Автівка прийнята на озброєння армії та поставлялась на експорт.
Конструкція дуже подібна до M715. Пікап має вантажопідйомність 1530 кг на дорогах з твердим покриттям та 1330 кг на бездоріжжі, може транспортувати до 2000 кг вантажу на причепі, повна вага спорядженого автомобіля — 3,600 кг. Використовується для буксирування артилерійських установок та мінометів.

## Варіанти
- Kia KM451 — польова санітарна машіна
- Kia KM452 — з кунгом
- Kia KM453 — розвідувальний варіант

## Оператори

### Україна
Планується що автомобілі KM450 слугуватимуть базою для командно-штабних машин (КШМ) типу К1450-06, які мають замінити у Збройних Силах України КШМ Р-125 на базі УАЗ-3151. Командувач Військ зв'язку та кібербезпеки ЗСУ генерал-майор Євген Степаненко повідомив, що до кінця 2021 року сплановано проведення державних випробувань КШМ К-1450-05 (на шасі Renault Midlum) та К-1450-06 (KIA KM450) на сучасній автомобільній базі.
Також, на базі шасі Kia KM450 корпорація «Богдан» спільно з НВО «Практика» створили бронеавтомобіль Барс-6.